# Cécile Wajsbrot
Cécile Wajsbrot, (Parijs, 21 juli 1954) is een Franse romanschrijver, vertaler en essayist.

## Biografie
Cécile Wajsbrot werd in 1954 in Parijs geboren als de dochter van Poolse joden. Haar familie is begin jaren ’30 naar Frankrijk gevlucht. Na de bezetting van Parijs door de nazi’s werd haar grootvader opgepakt, gedeporteerd en later vermoord in het concentratiekamp Auschwitz. Haar grootmoeder en haar moeder, die toen 10 jaar oud was, overleefden de oorlog door zich op verschillende plekken schuil te houden.
Cécile Wajsbrot studeerde aan het Lycée Victor-Duruy in het 7e arrondissement in Parijs. Daarna studeerde zij vergelijkende literatuurwetenschap aan de Sorbonne in Parijs. Ze werkte als radioredacteur en als leraar Frans. Zij verliet het onderwijs om te gaan werken als freelance journalist en vertaler. Dat werk stelde haar in staat om zich te wijden aan het schrijven van romans.
Om haar grootmoeder die Jiddisch sprak beter te kunnen begrijpen, volgde Cécile het vak Duits op de middelbare school. In het kader van een academisch uitwisselingsprogramma verbleef zij in 2007 een jaar lang in Berlijn. In 2016 ontving zij de Prix de l’Académie de Berlin.
Wajsbrot woont en werkt tegenwoordig in Parijs en Berlijn.

## Werk
Wajsbrot heeft boeken uit het Engels en het Duits vertaald in het Frans, onder andere van Virginia Woolf, Violet Trefusis en Stefan Heym.
Ze schrijft voor de Franstalige, literaire tijdschriften Autrement, Les nouvelles Littéraires en Le Magazine littéraire.
Haar eerste roman verscheen in 1982. De romans van Wajsbrot hebben vaak een autobiografische achtergrond. Ze raken aan de Holocaust en aan het zwijgen hierover in de jaren na de Tweede Wereldoorlog.
"Mijn ouders spraken slechts zelden over hun afkomst en de vervolging tijdens het nazi-regime", herinnert Cécile Wajsbrot zich. "Maar voor ons, de tweede generatie, blijft het verleden bestaan". Wajsbrot doelt hiermee ook op het maatschappelijk stilzwijgen. In Berlijn komt ze de zichtbare herinneringen aan de Nazi-tijd tegen die ze in Parijs heeft gemist. "Of het nu gaat om gedenktekens, gedenkplaten of Stolpersteine - de geschiedenis spreekt ons overal toe vanuit de straten van Berlijn".
Wajsbrot heeft meer dan 20 romans en essays geschreven. Caspar-Friedrich-Strasse is het eerste boek van haar dat in het Nederlands is vertaald.

## Werk in Nederlandse vertaling
- 2002 Caspar-Friedrich-Strasse. Nederlandse vertaling: Caspar David Friedrichstraße. Vertaald door Eva Wissenburg. Uitgeverij Vleugels, Bleiswijk, 2019. ISBN 9789078627777

Korte samenvatting: Enkele jaren na de val van de Berlijnse Muur. Een dichter is gevraagd om een speech te houden bij de openstelling van een nieuwe straat die genoemd is naar de Duitse kunstschilder Caspar David Friedrich (1774-1840). De dichter voelt zich verwant met Friedrich maar laat zich tijdens zijn toespraak gaan en vertelt over zijn geheime liefde voor een jonge vrouw die onbereikbaar was omdat zij in Oost-Berlijn woonde. Zijn gedichten, die altijd zijn begrepen als een uiting van de liefde voor zijn vrouw, komt hiermee in een ander licht te staan. Zijn toespraak verandert in een bekentenis over zijn leven dat even verscheurd is als de geschiedenis van zijn land.

## Links
- Virtual International Authority File (VIAF): 2478214

- Bibliothèque nationale de France: cb11928788c (data)
- CiNii: DA13125596
- Gemeinsame Normdatei: 119095076
- International Standard Name Identifier: 0000 0001 1736 9531
- Library of Congress Control Number: n83221494
- Nationale Bibliotheek van Tsjechië: xx0008485
- Nationale bibliotheek van Australië: 36512065
- Nationale Bibliotheek van Israël: 987007269613205171
- Nationale en Universitaire bibliotheek Zagreb: 000064486
- Nederlandse Thesaurus van Auteursnamen: 069545901
- Réseau des bibliothèques de Suisse occidentale: 02-A003954033
- Système universitaire de documentation: 027191680
- Trove: 1264867
- Virtual International Authority File: 2478214
- WorldCat: E39PBJcKKGjRQwjHJgFqMD8KVC